# Ulrika Sjöwall
Ulrika Sjöwall (ur. 17 sierpnia 1971) – szwedzka łuczniczka, mistrzyni świata, dwukrotna medalistka halowych mistrzostw świata. Startuje w konkurencji łuków bloczkowych.
Największym jej osiągnięciem jest złoty medal mistrzostw świata indywidualnie w 2001 roku w Pekinie.